# Новонікольськ (Новотроїцький міський округ)
Новоні́кольськ (рос. Новоникольск) — село у складі Новотроїцького міського округу Оренбурзької області, Росія.

## Населення
Населення — 345 осіб (2010; 294 у 2002).
Національний склад (станом на 2002 рік):
- росіяни — 61 %
- казахи — 30 %